# دایک (آیووا)
دایک (به انگلیسی: Dike) شهری در ایالت آیووا کشور ایالات متحده آمریکا است که جمعیت آن در سرشماری سال ۲۰۱۰ میلادی، ۱٬۲۰۹ نفر بوده‌است.